# Antoine Crivelli
Antoine Crivelli fue un matemático y físico de Italia nacido en Milán el 2 de febrero de 1783 y muerto en 1829.

## Biografía
Crivelli nació de una familia originaria de Fagnano-Olona y en sus primeros estudios se distinguió por sus talentos y aplicación, y obtuvo el diploma de ingeniero en Pavía y nombrado profesor de física en el liceo de Ragusa; mas debido a los acontecimientos políticos obtuvo la misma plaza en Milán, donde profeso la física en y después en Trento y después las matemáticas en Bérgamo, y en Milán y en Trento fue el primero que se sirvió de la pólvora fulminante, pólvora compuesta de tres partes, dos de sal tártaro y una de azufre, para las armas de fuego.
Crivelli, en Trento, fue admitido como oficial en el cuerpo de ingenieros, y en 1810 fue nombrado ingeniero-ayudante en el consejo de minas del departamento de Haut-Adige.
Después de la restauración, el consejo de regencia de las provincias lombardas le nombraron profesor de matemáticas en Bergamo, y más tarde llamado a Milán para reemplazar al profesor Ruccagni que había cogido el retiro
En 1817, obtiene permiso del gobierno de Austria de viajar a Turquía y aprende el arte de fabricar las "lames de sabre" a la manera de Damas y también visitó la Crimea, residió en Constantinopla y recorrió toda la Grecia, y más tarde intento la fusión del acero, ya que los aceros de Italia rivalizaban con los de Inglaterra, especialmente las minas de Lecco, y fue premiado por el emperador de Austria en 1824 con la gran medalla de oro del mérito civil, y con la medalla de plata del Instituto de Milán, por sus investigaciones.
Posteriormente, Crivelli se libra a dos experiencias: sobre el gas y sobre la compresibilidad del aire, imaginando una lámpara hidro-barómetro-estática, dando forma cónica a los espejos ardientes e imitar la preparación de momias a la manera de Egipto.
Crivelli, como escritor, dejó memorias científicas como un nuevo aparato para combustión de gas hidrógeno y oxígeno, el arte de fabricar "les lames" de sable de Damas o la descripción de la lámpara hidro-barómetro-estática.

## Obras
- Nuevo aparato para obtener una más grande y más utilidad combustión de gas hidrógeno con su combinación con el oxígeno, Milán, 1818, in-8º.
- L'art de fabriquer les lames de sabre de Damas, Milán, 1818, in-4º.
- Description d'une nouvelle serrure, sure par sa construction sanas combination, Milán, 1821.
- Descritpion d'une lampe hydro-barometro-statique, Milán, 1828, in-8º
- Otras obras

## Otros Crivelli
- Leodrisio Crivelli.- Historiador italiano, nacido en 1402 y fallecido en 1463, miembro del noble colegio de legistes en Milán y secretario apostólico en 1458, y dejó en latín una obra sobre los Sforza, duques de Milán, y una relación de las tentativas del papa Pío II para sostener la guerra contra los turcos.
- Giovanni Crivelli.- Matemático y físico de Venecia, nacido en 1691 y fallecido en 1743, entró en la congregación de Somasques y profeso la retórica y la filosofía y después rector patriarcal de la isla de Murano donde da ciencias y dejó obras de aritmética, elementos nuevos de geometría, algorismo y elementos de física.